# Rue du Bac (straat)

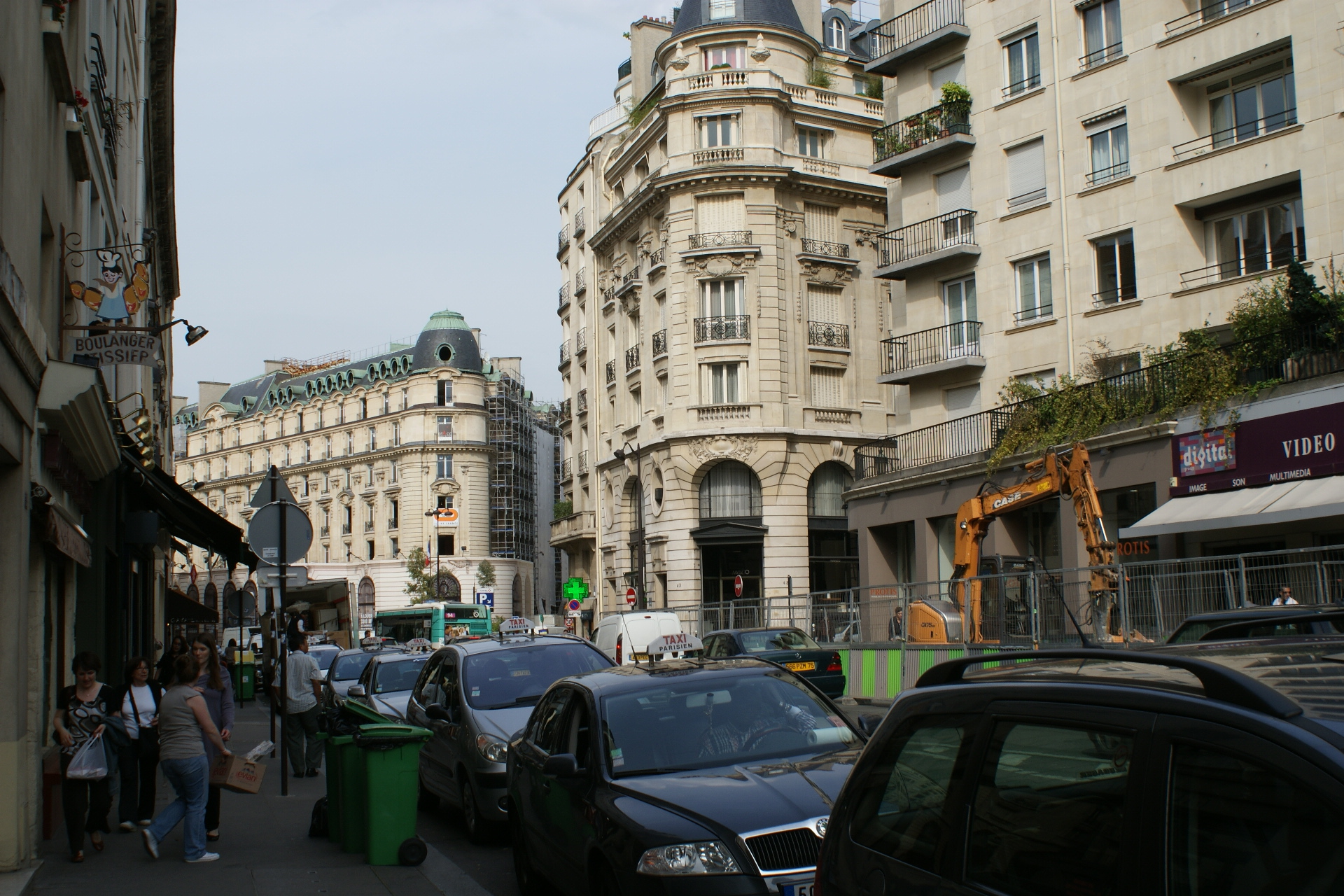
De Rue du Bac

De Rue du Bac is een straat in het 7e arrondissement in Parijs. Deze straat loopt van de Seine-oever bij de Pont Royal naar het zuidwesten en is zo'n 1150 meter lang.
De Rue du Bac dankt zijn naam aan een bac (veerboot) over de Seine, die rond 1550 in bedrijf werd genomen op de plek van de huidige Pont Royal. Vanaf 1564 werd het veer gebruikt om de stenen voor het in aanbouw zijnde Palais des Tuileries, die afkomstig waren uit veel zuidelijker gelegen steengroeves, naar de overzijde van de Seine te brengen.

## Gebouwen

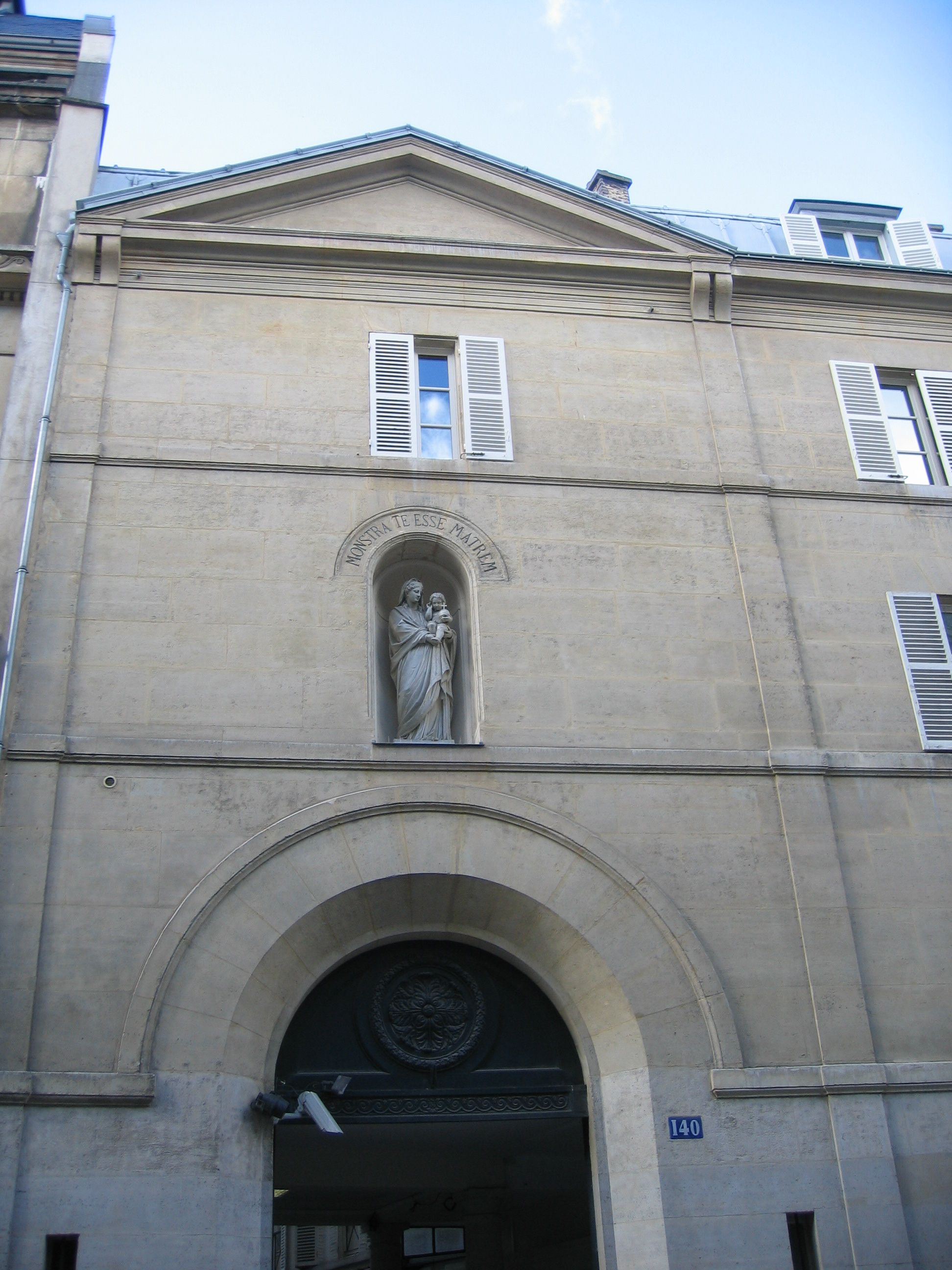
Moederhuis van de Dochters van Liefde

Aan de Rue du Bac staat het moederhuis van de rooms-katholieke congregatie Dochters van Liefde van Vincentius a Paulo, gesticht in 1633. In het klooster bevindt zich de kapel van Onze-Lieve-Vrouw van de Wonderdadige Medaille, de plaats waar Catharina Labouré tijdens Mariaverschijningen de opdracht kreeg de Wonderdadige Medaille te laten slaan. In de kapel ligt haar lichaam in een schrijn.
In de 17e eeuw woonde Charles de Batz de Castelmore, beter bekend als D'Artagnan, in de Rue du Bac. Het huis bestaat niet meer, maar aan de gevel van het huidige pand op nr. 1 bevindt zich een herinneringsplaquette. In de 18e eeuw werden er diverse hôtels particuliers (stadspaleizen) gebouwd.
Op het kruispunt van de straat met de Rue de Sèvres staat het warenhuis Le Bon Marché. Het metrostation Rue du Bac bevindt zich op het punt waar de Boulevard Raspail op de Rue du Bac uitkomt.
- Library of Congress Control Number: sh93005895
- Nationale Bibliotheek van Israël: 987007534625205171
- Virtual International Authority File: 243867026